# Гонсовский, Ежи
Ежи Филип Гонсовский (Гонссовский) (пол. Jerzy Filip Gąssowski; 23 августа 1926 — 1 февраля 2021) — польский археолог и индеанист. Специалист по доисторической эпохе восточной Европы и средневековью Польши.

## Биография
В 1951 г. окончил Варшавский университет. В 1979 г. получил квалификацию профессора гуманитарных наук. В 1978—1980 гг. был вице-директором Центра польских исследований Индианского университета в г. Блумингтон (США). в 1984—1987 гг. был директором Группы американских исследований Варшавского университета, а в 1987—1989 гг. директором Института археологии Варшавского университета. Исполнял обязанности директора Института антропологии и археологии Гуманистической академии им. Александра Гейштора в Пултуске.
Проводил исследования в Польше, Великобритании, Болгарии и Франции.
В 2008 г. проводил раскопки во Фромборке, во время которых был найден скелет Николая Коперника.

## Избранный список публикаций
- Narodziny średniowiecznego świata (1970)
- Z dziejów polskiej archeologii (1970)
- Irlandia i Brytania w początkach średniowiecza w świetle badań archeologicznych (1973)
- Mitologia Celtów (1978, ISBN 8322101104)
- Z archeologią za pan brat (1983, ISBN 8320703611)
- Kultura pradziejowa na ziemiach Polski (1985, ISBN 8301054212)
- Prahistoria Sztuki (1994, ISBN 8386469013)
- Indianie Ameryki Północnej: od początków po wiek XIX (1996, ISBN 8385660194)